# Municipio de Montgomery (condado de Jennings)
El municipio de Montgomery (en inglés: Montgomery Township) es un municipio ubicado en el condado de Jennings en el estado estadounidense de Indiana. En el año 2010 tenía una población de 978 habitantes y una densidad poblacional de 18,67 personas por km².

## Geografía
El municipio de Montgomery se encuentra ubicado en las coordenadas 38°51′6″N 85°38′9″O / 38.85167, -85.63583. Según la Oficina del Censo de los Estados Unidos, el municipio tiene una superficie total de 52.39 km², de la cual 52,36 km² corresponden a tierra firme y (0,06 %) 0,03 km² es agua.

## Demografía
Según el censo de 2010, había 978 personas residiendo en el municipio de Montgomery. La densidad de población era de 18,67 hab./km². De los 978 habitantes, el municipio de Montgomery estaba compuesto por el 98,77 % blancos, el 0,1 % eran afroamericanos, el 0,2 % eran de otras razas y el 0,92 % eran de una mezcla de razas. Del total de la población el 0,41 % eran hispanos o latinos de cualquier raza.